# Gaspard-Théodore-Ignace de la Fontaine
Gaspard-Théodore-Ignace de la Fontaine (ur. 6 stycznia 1787 w Luksemburgu, zm. 11 lutego 1871 tamże) – luksemburski polityk i prawnik. Pierwszy premier tego państwa sprawujący urząd od 1 sierpnia 1848 roku, do 6 grudnia tego samego roku.